# みずがめ座η流星群

1986年に出現したハレー彗星の軌道アニメーション
ハレー彗星
地球
太陽

みずがめ座η（イータ、エータ）流星群（英語: Eta Aquarids）は、ハレー彗星が母天体（母彗星）と考えられている流星群である。周期は76.09年。
活動期間は4月後半から5月の初めで、最大活動日は5月6日である。輻射点はみずがめ座にある。極大時の1時間あたりの平均出現数は20個とされる。
北半球では輻射点の地平高度が上がらないために出現数はそれほど多くないが、輻射点高度が高くなる南半球では非常に活発な流星群となっている。